# Epigonus ctenolepis
Epigonus ctenolepis és una espècie de peix pertanyent a la família dels epigònids.

## Descripció
- Pot arribar a fer 10 cm de llargària màxima.
- Cos notablement aplanat lateralment.
- Ulls grossos i ovals.
- Boca obliqua.
- 8 espines i 10 radis tous a l'aleta dorsal i 2 espines i 9 radis tous a l'anal.
- 25 vèrtebres.
- Espina opercular ben desenvolupada.
- La longitud de la segona espina de la primera aleta dorsal és entre el 23 i el 26% de la longitud del cap.
- Escates ctenoides a la línia lateral.[5][6][7][8]

## Hàbitat
És un peix marí, mesobentònic-pelàgic i batidemersal que viu entre 100 i 1.200 m de fondària principalment sobre el fons marí i a prop del talús continental i les muntanyes submarines.

## Distribució geogràfica
Es troba al Pacífic nord-occidental: el Japó.

## Observacions
És inofensiu per als humans.